# Scytodes chiquimula
Espèce
Scytodes chiquimula est une espèce d'araignées aranéomorphes de la famille des Scytodidae.

## Distribution
Cette espèce est endémique du Guatemala.

## Description
Le mâle holotype mesure 4,88 mm et la femelle paratype 3,88 mm.

## Étymologie
Son nom d'espèce lui a été donné en référence au lieu de sa découverte, Chiquimula.

## Publication originale
- Brescovit & Rheims, 2001 : Notes on the genus Scytodes (Araneae, Scytodidae) in Central and South America. Journal of Arachnology, vol. 29, no 3, p. 312-329 (texte intégral).